# ジャネット・ジェーガン
ジャネット・ロザリー・ジェーガン（Janet Rosalie Jagan、1920年10月20日 - 2009年3月28日）は、ガイアナの政治家。首相、大統領を歴任した。旧姓はローゼンバーグ（Rosenberg）。ガイアナ史上初の女性大統領というだけでなく、国を率いる最初のアメリカ合衆国生まれかつ白人女性でもあった。

## 生涯
1920年10月20日、アメリカ合衆国イリノイ州シカゴに生まれる。左寄りの思想で知られるガイアナのチェディ・ジェーガンと、1943年に結婚した。彼女自身、若い頃は共産主義の政治活動家だったが、後にスタンスを変更した。
大統領を務めていた夫の死後の1997年12月19日に大統領に選出された。アルゼンチンのイサベル・ペロンに次ぐ南アメリカ史上2番目の女性大統領で、初の民主的に選ばれた大統領でもあった。
1999年8月11日に健康上の理由から辞任。財務大臣のバラット・ジャグデオに大統領職を譲った。
マルクス主義者でなおかつユダヤ人であったため、アメリカ合衆国の反ユダヤ主義の陰謀説の対象になった。彼女がローゼンバーグ夫妻に関連していたとする誤報もあった。
また、長い間ガイアナの文学界に関わった。マーティン・カーターの初期の詩を「サンダー（Thunder、彼女が編集した）」で出版し、初期のカーターを支援した。
2009年3月28日死去。88歳没。
| 公職                      | 公職                                         | 公職                      |
| ------------------------- | -------------------------------------------- | ------------------------- |
| 先代 サミュエル・ハインズ | ガイアナ共和国大統領 第6代： 1997年 - 1999年 | 次代 バラット・ジャグデオ |